# GAZ-61

El GAZ-61 era un vehículo de tracción 4x4, fabricado por la empresa soviética GAZ desde 1938 hasta 1945. 

## Historia y características
Fue diseñado en 1938 por V.A. Grachev a partir de la carrocería del GAZ-M21, pero la producción no comenzó hasta 1940. El modelo podía subir pendientes de hasta un ángulo de 38° y vadear sobre el agua con una profundidad de hasta 72 cm.
La primera versión, realizada entre 1940 y 1941, fue un modelo de 5 asientos y 4 puertas Phaeton. Estaba propulsado por un motor de 3.485 cc de 6 cilindros y 85 CV de potencia, alcanzando una velocidad máxima de 100 km/h. Era el modelo utilizado principalmente por los comandantes del ejército soviético en 1941.
En 1941 se actualizó el modelo, renombrándolo Gaz-61-73, donde se cambió la carrocería Phaeton por una carrocería berlina, y a pesar de mantener el mismo motor, se consiguió aumentar la velocidad hasta los 107 km/h.
Este modelo aparece varias veces en la película soviética de 1962 “Ivanovo Severnaya”.